# Eduard Kugno
Eduard Pawłowicz Kugno, ros. Эдуард Павлович Кугно (ur. 27 czerwca 1935 w Połtawie, zm. 24 lutego 1994 w Irkucku) – inżynier lotnictwa, kosmonauta radziecki.

## Wykształcenie oraz służba wojskowa
- 1958 – ukończył Kijowską Wyższą Szkołę Inżynieryjno-Lotniczą (КВИАУ) i otrzymał tytuł inżyniera-elektryka. Wkrótce po obronie pracy został kandydatem nauk technicznych.
- 1958 – został szefem grupy obsługi samolotów myśliwskiego pułku lotniczego sił powietrznych Floty Północnej ZSRR stacjonującego w obwodzie murmańskim.
- 1961 – do momentu przejścia do grupy kosmonautów służył w pułkach lotniczych pod Moskwą i ówczesnym Leningradem.
- 1964 – po opuszczeniu oddziału kosmonautów początkowo był naczelnikiem laboratorium obliczeniowego, a od 1965 inżynierem ds. wyposażenia lotniczego szkoleniowego pułku lotniczego w Wyższej Wojskowej Szkole Lotnictwa w Jejsku.
- 1968–1970 – wykładał w wojskowej uczelni lotniczej w Algierii.
- 1970 – po powrocie wykładał w wyższych wojskowych szkołach inżynieryjno-lotniczych: w Rydze, a od 1976 w Irkucku.
- 1986–1990 – był starszym wykładowcą w Wyższej Wojskowej Szkole Inżynieryjno-Lotniczej w Kijowie.
- 21 lipca 1990 – z uwagi na wiek został zwolniony z wojska w stopniu pułkownika i przeniesiony do rezerwy.

## Kariera kosmonauty
- 1962 – przeszedł badania w Centralnym Wojskowym Naukowo-Badawczym Szpitalu Lotnictwa (ЦВНИАГ) i w połowie 1962 otrzymał skierowanie do Centralnej Lotniczej Komisji Lekarskiej (ЦВЛК).
- 10 stycznia 1963 – został członkiem drugiej grupy kosmonautów radzieckich.
- styczeń 1963 – rozpoczął ogólne szkolenie przewidziane dla nowych kosmonautów.
- 16 kwietnia 1964 – rozkazem dowództwa lotnictwa Kugno został wyłączony z dalszego szkolenia. Przyczyną była krytyka działalności rządu radzieckiego i władz partyjnych jaką wypowiedział podczas jednego z zebrań. Ponadto odmówił wówczas wstąpienia do Komunistycznej Partii Związku Radzieckiego (wstąpił do niej w 1967).